# Ed Bernard
Ed Bernard (Philadelphia, 4 juli 1939) is een Amerikaans acteur.
Bernard begon in 1971 met acteren in de film Shaft, waarna hij nog meerdere rollen speelde in films en televisieseries. Hij is voorla bekend van zijn rol als rechercheur Joe Styles in de televisieserie Police Woman waar hij in 91 afleveringen speelde (1974–1978).

## Filmografie

### Films
- 2002: Bare Witness – kapitein Moody
- 1996: Pinocchio's Revenge – gevangenis bewaker
- 1995: Girl in the Cadillac – rechter Horton
- 1993: Homeward Bound: The Incredible Journey – sergeant
- 1991: Intimate Stranger – kapitein Milliken
- 1987: Under Cover – chief Heffer
- 1987: Survival Game – Wilcox
- 1983: Blue Thunder – sergeant Short
- 1980: The Last Song – Morgan
- 1979: Act of Violence – Clayton
- 1974: Reflections of Murder – lijkschouwer
- 1974: Together Brothers – Mr. Kool
- 1974: Unwed Father – butler
- 1973: Trader Horn – Apague
- 1973: Murdock's Gang – Ed Lyman
- 1972: Across 110th Street – Joe Logart
- 1972: The Hot Rock – politieagent
- 1971: Shaft – Peerce

### Televisieseries
Uitgezonderd eenmalige gastrollen.
- Hardcastle and McCormick – inspecteur Bill Giles (5 afl., 1984–1985)
- T.J. Hooker – verschillende rollen (2 afl., 1982/1984)
- The White Shadow – Jim Willis (29 afl., 1978–1980)
- Police Woman (1974–1978) – rechercheur Joe Styles (91 afl.)
- That's My Mama – Earl Chambers (2 afl., 1974)
- Police Story – verschillende rollen (4 afl., 1973/1974)